# Drapeau de Windsor
Le drapeau de Windsor fut adopté en 1992. Il représente le sceau de la ville dans le coin supérieur gauche et une rose dans le coin inférieur droit, en référence au surnom de Windsor « La ville aux roses », la deuxième devise de Windsor. La date de 1854 sur le sceau est celle à laquelle le chemin de fer arriva à Windsor et la ville fut constituée à partir de plusieurs villages.